# Дитрих фон Грайфенклау цу Фолрадс
Дитрих фон Грайфенклау цу Фолрадс (на немски: Dietrich von Greiffenclau zu Vollrads; * 17 октомври 1549; † 28 юли 1614, Лимбург ан дер Лан) е губернатор на Фалай на Рейн.

## Биография
Той е син на Рихард Грайфенклау фон Фолрадс († 1 януари 1558) и съпругата му Анна Шьонбург/ Шьоненберг († сл. 7 юни 1571), дъщеря на  Дитрих фон Шьонбург († 10 ноември 1542) и Анна Кемерер фон Вормс-Далберг († 6 февруари 1549). Внук е на Фридрих Грайфенклау фон Фолрадс († 12 май 1529) и Анна Бухес фон Щаден († 4/11 септември 1554). Правнук е на Йохан фон Грайфенклау цу Фолрадс († 1485/1488), който е баща на Рихард фон Грайфенклау цу Фолрадс (1467 – 1531), архиепископ и курфюрст на Трир (1511 – 1531). Потомък е на Хайнрих фон Винкел, наричан Грайфенклау († сл. 1227), който е син на Ембрихо фон Винкел († сл. 1167) и внук на Хайнрих фон Винкел († сл. 1140).
Фамилията Грайфенклау е една от най-старите фамилии в Европа, служи като „министериали“ при Карл Велики. Фамилията е прочута с нейните лозя и правене на вино. От 1320 до 1997 г. дворецът Фолрадс е главната резиденция на фамилията.
Дитрих фон Грайфенклау цу Фолрадс умира на 64 години на 28 юли 1614 г. в Лимбург ан дер Лан и е погребан във Винкел, днес част от Оещрих-Винкел в Рейнгау.
През 1664 г. фамилията е издигната на имперски фрайхер и от 1674 г. има титлата наследствен трусес на Курфюрство Майнц.

## Фамилия
Дитрих фон Грайфенклау цу Фолрадс се жени през 1571 или 1572 г. за Аполония фон Райфенберг (* 1553; † 11 юли 1601), дъщеря на Куно фон Райфенберг, господар на Велтерсбург-Хорххайм († 21 юни 1586) и Мария фон Мудерсбах († 1565). Те имат 16 деца:
- Георг Фридрих фон Грайфенклау цу Фолрадс (* 8 септември 1573; † 6 юли 1629, Майнц), княжески епископ на Вормс (1616 – 1629) и курфюрст-архиепископ на Курфюрство Майнц (1626 – 1629) и ерцканцлер на Свещената Римска империя
- Йохан Грайфенклау фон Фолрадс (* 8 август 1575; † 1 юни 1646), женен за Анна Катарина Трухсес фон Райнфелден († пр. 5 май 1631)
- Йохан Георг Грайфенклау фон Фолрадс (* 1576; † 25 декември 1580)
- Хайнрих Грайфенклау фон Фолрадс (* 30 октомври 1577; † 29 май 1638), фрайхер на Фолрадс в Рейнгау и губернатор на Фалай на Рейн, женен на 21 май 1604 г. за Анна Мария цу Елтц (* 1575; † 27 януари 1640)
- Магдалена Грайфенклау фон Фолрадс (* 30 октомври 1578; † 9 юли 1612)
- Филип Грайфенклау фон Фолрадс (* 13 ноември 1579; † 19 октомври 1625, Франкентал)
- Мария Маргарета Грайфенклау фон Фолрадс (* 10 март 1581; † 10/20 юли 1661), омъжена за Ханс Ото фон Ирмтрауд († 27 януари 1631)
- Анна Елизабет Грайфенклау фон Фолрадс (* 30 март 1582; † 30 ноември 1663)
- Фелицитас Грайфенклау фон Фолрадс (* ок. 1583; † сл. 1587)
- Йохан Еберхард Грайфенклау фон Фолрадс (* ок. 1584; † сл. 1587)

- Елизабет Грайфенклау фон Фолрадс (* 10 юли 1586; † ?), омъжена за Йохан Еберхард фон Динхайм
- Амалия Грайфенклау фон Фолрадс (* 20 юни/10 юли 1588; † 1616)
- Катарина Грайфенклау фон Фолрадс (* ок. 1590 – 1590)
- Йохан Марзил Грайфенклау фон Фолрадс (* 18 март 1591; † 2 септември 1624)
- Райхард Грайфенклау фон Фолрадс (* ок. 1594 – 1594)
- Мария Магдалена Грайфенклау цу Фолрадс (* 22 април 1595; † 27 февруари 1678, Майнц), омъжена на 20 септември 1610 г. за Йохан Петер фон Валдердорф (* 1575; † 13 септември 1635), родители на фрайхер Вилдерих фон Валдердорф (1617 – 1680), княжески епископ на Виена (1669 – 1680), II. омъжена за Георг Фридрих фон Валдердорф († 1653)